# Calipso (música)
El calipso, o calypso, és un tipus de cançó i de música d'origen afroantillà (de Trinitat i Tobago), molt popular a les illes del Carib, a les Antilles i Jamaica, de ritme lent i cadenciós, amb reminiscències africanes i hispàniques. És tant anglòfon com francòfon. També és popular a Veneçuela, Panamà, Costa Rica, Nicaragua, Jamaica i en l'Arxipèlag de San Andrés i Providència a Colòmbia; a més del nord del Brasil, principalment a l'estat de Pará (calypso paraense).

## Origen i evolució
Els seus orígens es poden rastrejar als carnavals del començament del segle xix.
El text, sovint improvisat, segueix l'estructura d'una balada amb un llenguatge híbrid i col·loquial, i presenta figures i fets locals amb tractament satíric. La música es fonamenta en un ritme sincopat i una melodia senzilla.
Arriba als Estats Units als anys 30 del segle xx a través de Paul Wittemann, i es popularitza a Nova York al final dels 50. A Europa, se sol ballar amb la mateixa combinació que el son, sense aixecar els peus de terra i amb una combinació de tres passos (lent-ràpid-ràpid) en dos temps, tot i que el ritme és una mica més viu. La seua versió original es caracteritza per un ritme més veloç i agitat.

## Instruments
La seva peculiaritat és que s'utilitza com a instrument principal uns tambors metàl·lics, fabricats a partir de barrils de petroli reciclats, anomenats steeldrums o simplement 'tambors metàl·lics de Trinitat', molt usats en els carnavals, els quals es van crear perquè no posseïen cap instrument. Els van anar abonyegant i després establint altures definides, el que faria que en el futur l'instrument es pogués temperar amb una escala cromàtica.
El calipso veneçolà o calipso del Callao, cantat tradicionalment en anglès, es fa a partir d'una bateria rítmica de percussió basada en el bumbac, acompanyada de charrasca, campana o esquella i quatre. Comunament s'hi afegeix teclat, baix elèctric, instruments de vent i veus masculines i femenines.

## Llista dels principals músics de calipso
| - Alison Hinds - Anslem Douglas - Arrow - Atilla the Hun - Black Stalin - Blakie - Brother Marvin - Bunji Garlin - Burning Flames - Byron Lee & the Dragonaires - Calypso Rose - The Caresser - Chalkdust - Crazy - Cro Cro - Cyril Monrose - David Rudder - DeFosto - Delamo - Denise Belfon - Denyse Plummer - Destra - Drupatee - Faye Ann Lyons - Gerald Clark - The Growler - Growling Tiger | - Grynner - Gypsy - Harry Belafonte (el cantant de calipso més conegut als Estats Units sobretot arran del seu èxit "Banana Boat Song (Day-O)"). - Iwer George - Julian Whiterose - Keskidee Trio - "King" Eric Gibson - King Radio - Lionel Belasco - Lord Beginner - Lord Cam - Lord Executor - Lord Invader - Lord Kitchener - Lord Melody - Lord Relator - The Charmer - Machel Montano - Maximus Dan - The Merrymen - Mighty Bomber - Mighty Dougla - Mighty Duke - Mighty Gabby - Mighty Panther - Mighty Shadow - Mighty Sparrow | - Mighty Spoiler - Mighty Terror - Mighty Trini - Nigel Lewis - Penguin - Poser - Preacher - The Pretender - Ras Shorty I - Red Plastic Bag - Ricky Jai - The Roaring Lion - Robert Mitchum (aquest cèlebre actor també va editar un LP de calipso l'any 1957). - Sam Manning - Sanelle Dempster - Scrunter - Shurwayne Winchester - Sir Lancelot - Small Island Pride - Sugar Aloes - Superblue - Tambu - Walter Ferguson - The Watchman - Wayne Rodriguez - Wilmoth Houdini - Young Tiger |

## Grups de Calipso
- Ska Cubano